# Římskokatolická farnost Protivín
Římskokatolická farnost Protivín je územním společenstvím římských katolíků v rámci píseckého vikariátu českobudějovické diecéze.

## O farnosti

### Historie
Protivín byl původně filiálkou farnosti v nedalekém Myšenci. V letech 1661–1662 zde byl postaven barokní špitální kostel sv. Alžběty Portugalské. Ten byl v roce 1683 povýšen na kostel farní, a v Protivíně byla zřízena samostatná farnost. Myšenec se tehdy stal protivínskou filiálkou. V roce 1902 byla protivínská farnost povýšena na děkanství. Od 1. ledna 2020 byl obvod farnosti rozšířen.

#### Duchovní správci
- 1869–1893 R.D. Karel Císař
- 1908–1936 R.D. Václav Železný

### Současnost
Titul děkanství není v současnosti pro farnost používán. Vlastního duchovního správce má Protivín dosud. Ten rovněž spravuje, jako administrátor ex currendo farnost Heřmaň u Písku.
| Kostel                         | Místo    | Bohoslužba                        | Bohoslužba | Poznámka     |
| ------------------------------ | -------- | --------------------------------- | ---------- | ------------ |
| Kostel sv. Alžběty Portugalské | Protivín | neděle úterý čtvrtek pátek sobota | 9.30 18.30 | farní kostel |
| Kaple sv. Anny                 | Protivín | pondělí středa                    | 18.30      | kaple        |